# Torteron
 Torteron  es una población y comuna francesa, situada en la región de  Centro, departamento de Cher, en el distrito de Saint-Amand-Montrond y cantón de La Guerche-sur-l'Aubois.

## Demografía
| 960 | 869 | 871 | 826 | 793 | 738 |
| Para los censos de 1962 a 1999 la población legal corresponde a la población sin duplicidades (Fuente: INSEE [Consultar]) |     |     |     |     |     |